# 草蛺蝶屬
草蛺蝶屬（學名：Palla）是蛺蝶科螯蛺蝶亞科草蛺蝶族（學名：Prothoini）中的唯一一屬。共有4個物種，分佈於非洲熱帶地區。外型上出現兩性異形。

## 物種
- 草蛺蝶 Palla decius
- 紫草蛺蝶 Palla violinitens
- 黃草蛺蝶 Palla ussheri
- 絨草蛺蝶 Palla publius

## 圖集

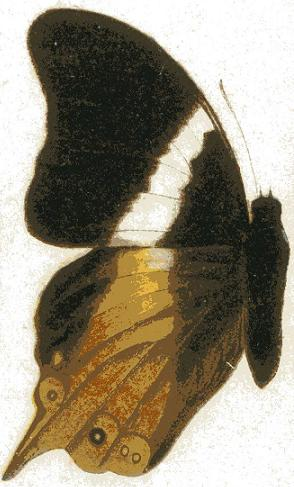
黃草蛺蝶 Palla ussheri
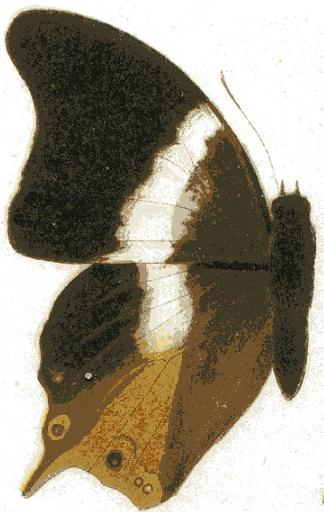
草蛺蝶 Palla decius

## 腳註
1. ↑  Wahlberg, Niklas and Andrew V. Z. Brower. 2007. Pallini Rydon 1971. Palla Hübner 1819. Version 06 November 2007 (under construction). http://tolweb.org/Palla/70254/2007.11.06 （页面存档备份，存于） in The Tree of Life Web Project, http://tolweb.org/ （页面存档备份，存于） （英文）